# Arquidiocese de Cambrai
A Arquidiocese de Cambrai (Archidiœcesis Cameracensis) é uma circunscrição eclesiástica da Igreja Católica situada em Cambrai, França. Seu atual arcebispo é Vincent Dollmann. Sua Sé é a Catedral Basílica de Nossa Senhora da Graça e Santo Sepulcro.
Possui 50 paróquias servidas por 119 padres, abrangendo uma população de 1 015 000 habitantes, com 90,5% da dessa população jurisdicionada batizada (918 480 católicos).

## História
A região de Cambrai foi habitada na época romana pelos Nérvios, cuja capital, Bavacum (Bavay) foi destruída no início do século V e substituída por Cameracum, ou seja, Cambrai. A evangelização da civitas Nerviorum foi bastante tardia, como todo o nordeste da Gália; as pesquisas arqueológicas permitiram constatar que uma comunidade cristã estava certamente presente em Bavay no século IV. No pseudoconcílio de Colônia, em 346, esteve presente Superior, episcopus Nerviorum, mas não está claro se este bispo era um bispo residencial ou um bispo missionário na terra dos Nérvios. É certo que depois de Superior não houve mais bispos conhecidos até São Vedasto, reconhecido pela tradição como o primeiro bispo e fundador, com a ajuda de São Remígio de Reims, da Ecclesia Nerviorum, na primeira metade do século VI. Inicialmente a sede episcopal foi colocada em Arras e somente com Vedulfo, terceiro sucessor de São Vedasto, foi transferida para Cambrai. Esta transferência foi reconhecida pelo rei franco Quildeberto II, quando se tratou de instalar o sucessor de Vedulfo, São Gaugerico, em Cambrai entre 584 e 590. A partir deste momento os bispos de Cambrai governaram também a cidade e o território de Arras.
A civitas Nerviorum pertencia à província romana de Gallia Belgica II, como evidenciado pela Notitia Galliarum do início do século V. Do ponto de vista religioso, bem como civil, dependia da província eclesiástica da arquidiocese de Reims, sé metropolitana provincial. A antiga diocese era muito grande e incluía seis pagus ou territórios: o pagus Cameracensis, o pagus Hainoensis, o pagus Fanomartensis, o pagus Barchbatensis, o pagus Antwertensis e o pagus Templutensis. Faz fronteira ao norte com a diocese de Utrecht, a leste com a de Liège, ao sul com a diocese de Noyon e a oeste com as dioceses de Arras e Tournai. A antiga divisão, conhecida a partir do século VII, esteve na origem da divisão da diocese em arquidiáconos no século IX ou X: Cambrai (correspondente ao pagus Cameracensis), Hainaut (Hainoensis), Valenciennes (surgida com a fusão dos pagus Fanomartensis e Templutensis), Brabante (Barchbatensis) e Antuérpia (Antwertensis). No século XIII foi erguida uma nova arquidiáconia, a de Bruxelas, com território obtido da arquidiaconia de Brabante. Os arquidiáconos foram então divididos em decanatos, num total de 18, como atestou o sínodo realizado em Cambrai em 1550. Esta organização territorial e administrativa permaneceu inalterada até 1559.
Os conflitos entre o poder espiritual e o poder temporal produziram, durante a Idade Média, duas situações de crise para a diocese de Cambrai. No século IX, com a morte do bispo Teodorico, o imperador tentou impor três bispos de sua própria nomeação, Guntberto, Tedboldo e Hilduin, que não obtiveram a aprovação do metropolita de Reims, que, após três anos de sede vacante, conseguiu impor o bispo João à sé de Cambrai. No final do século XI, na luta pelas investiduras, ocorreu um cisma no interior da diocese, com a nomeação de Manassés, do partido papal, e de Gaucher, do partido imperial. Em 948, o imperador Otão I concedeu ao bispo Fulbert os direitos de condado sobre a cidade de Cambrai e Cambrésis. É o início do poder temporal dos bispos, que foi confirmado com mais privilégios por Henrique II em 1007.
Em 1378 ocorreu o Grande Cisma do Ocidente no Cristianismo, com o estabelecimento de dois papados, um em Roma e outro em Avinhão. O primeiro papa de Avinhão foi Clemente VII, bispo de Cambrai de 1368 a 1371.
Em 12 de maio de 1559, com vista à reorganização das sedes diocesanas dos Países Baixos espanhóis, Cambrai foi elevada à categoria de arquidiocese metropolitana com a bula Super universas do Papa Paulo IV. Ao mesmo tempo, cedeu dois arquidiáconos em seu território, os mais setentrionais, em benefício da ereção da arquidiocese de Malinas e da diocese de Antuérpia. A província eclesiástica de Cambrai incluía quatro sufragâneas: Tournai, Arras, Namur e Saint-Omer.
Com a Constituição Civil do Clero e na sequência da concordata com a bula Qui Christi Domini do Papa Pio VII de 29 de novembro de 1801, Cambrai perdeu o posto de arquidiocese e tornou-se sufragânea da arquidiocese de Paris. Do ponto de vista territorial, a diocese passou a coincidir com o departamento do Norte, perdendo assim toda a porção belga do seu território a favor da diocese de Tournai e outras porções menores de território passadas à diocese de Arras; e ao mesmo tempo adquirindo porções de território que pertenciam às dioceses de Arras, Tournai, Saint-Omer e Ypres.
Em junho de 1817, foi estipulada uma nova concordata entre a Santa Sé e o governo francês, à qual se seguiu, em 27 de julho, a bula Commissa divinitus, com a qual o Papa restaurou a província eclesiástica de Cambrai, incluindo as dioceses de Arras e Boulogne, que foram ao mesmo tempo restauradas. No entanto, uma vez que a concordata não entrou em vigor porque não foi ratificada pelo Parlamento de Paris, estas decisões não tiveram efeito.
Em 1 de outubro de 1841, por força da bula Mysticam Petri naviculam do Papa Gregório XVI, voltou a ser sede arquiepiscopal e metropolitana, tendo a diocese de Arras como única sufragânea. Em 1863, a arquidiocese foi organizada em 4 arquidiáconos: Cambrai, Lille, Dunquerque e Valenciennes.
Em 25 de outubro de 1913 cedeu uma parte do seu território para a ereção da diocese de Lille (hoje arquidiocese).
Desde 30 de março de 2008, em virtude da constituição apostólica do Papa Bento XVI Insulensem, deixou de ser uma sé metropolitana, embora mantenha o título de arcebispado; foi nomeada sufragânea da nova sé metropolitana de Lille.

## Prelados
- Superior? † (mencionado em 346)
- São Vedasto (Vaast) † (primeira metade do século VI)
- São Domingos †
- São Vedulfo †
- São Gaugérico † (circa 584/590 - 624/627)
- São Bertoldo † (mencionado em 627)
- Santo Ableberto †
- Santo Autberto I † (antes de 652 - depois de 667)
- São Vindiciano † (antes de 675 - depois de 683)
- Ildeberto †
- Unaldo † (? - 717 deceduto)
- Santo Adolfo † (717 - 728)
- Trevaldo † (mencionado em 748)
- Guntfrido † (mencionado em 762)
- Alberico † (mencionado em 763)
- Ildoardo † (antes de 798 circa - depois de 816)
- Alitgário † (antes de 825 - 830)
- Teodorico † (antes de 832 - 863)
  - Sede vacante (863-866)[13]
- São João I † (866 - depois de 878)
- São Rotado † (circa 879 - 887)
- Dodilão † (888 - depois de 901)
- Estêvão † (antes de 909 - 934)
- Fulberto † (934 - 956)
- Berengário † (956 - ?)
- Ingelramo † (? - 960)
- Autberto II ou Ansberto † (960 - 965)
- Vilboldo † (965 - 966)
  - Sede vacante (966-972)
- Teodoto † (circa 972 - 976)
- Rotardo † (circa 976 - circa 995)
- Erluin † (circa 995 - 1012)
- Geraldo I † (1012 - 1048)
- San Lietebert o Liébert † (1049 - 1076)
- Gérard II † (1076 - 1092)
- Manassés † (1093 - 1103)
  - Gaucher † (1093 - 1106) (pseudobispo)[14]
- Santo Odão de Tournai † (1105 - 1116)
- Burchard † (1116 - 1131)
- Liétard † (1131 - 1137)
- Nicolas de Chièvres † (1137 - 1167)
  - Pierre de Flandre ou d'Alsace † (1167 - 1173) (bispo eleito)
  - Robert d'Aire † (1173 - 1174) (bispo eleito)
  - Alard † (1175 - 1178) (bispo eleito)
- Oger ou Roger de Wavrin † (1179 - 1191)
- Jean d'Antoing † (1192 - 1196)
  - Nicolas du Roeulx † (1197 - 1197) (bispo eleito)
  - Hugues † (1197 - 1198) (bispo eleito)
- Pierre de Corbeil † (1199 - 1200)
- Jean de Béthune † (1200 - 1219)
- Godefroid de Fontaines † (1220 - 1237/1238)
- Gui de Laon † (1238 - 1247)
- Nicolas de Fontaines † (1249 - circa 1273)
- Ingelram ou Enguerrand de Créqui † (1274 - 1286)
- Guillaume d'Avesnes ou de Hainaut † (1286 - 1296)
- Gui de Colle Medio † (1296 - 1306)
- Philippe de Marigny † (1306 - 1309)
- Pierre de Lévis-Mirepoix † (1309 - 1324)
- Guido de Bolonha † (1324 - 1336)
- Guillaume d'Auxonne † (1336 - 1342)
- Gui de Ventadour † (1342 - 1349)
- Pierre de Clermont † (1349 - 1368)
- Robert de Genève † (1368 - 1371)
- Gérard de Dainville † (1371 - 1378)
- Jean T'Serclaes † (1378 - 1388)
- André de Luxembourg † (1389 - 1396)
- Pierre d'Ailly † (1396 - 1411)
- Jean de Gavere † (1412 - 1436)
- Jean de Bourgogne † (1439 - 1479)
- Henri de Berghes † (1480 - 1502)
- Jacques de Croy, O.S.B. † (1503 - 1516)
- Guillaume de Croÿ † (1516 - 1519)
- Robert de Croy † (1519 - 1556)
  - Sede vacante (1556-1558)
- Maximilien de Berghes † (1558 - 1570)
- Louis de Berlaymont † (1571 - 1596)
- Jean Sarrazin, O.S.B. † (1596 - 1598)
  - Sede vacante (1598-1601)
- Guillaume de Berghes † (1601 - 1609)
- Jean Richardot † (1609 - 1614)
- François Buisseret † (1615 - 1615)
- François Van Der Burch † (1616 - 1644)
  - Sede vacante (1644-1646)
- Joseph de Bergaigne, O.F.M. † (1646 - 1647)
  - Sede vacante (1647-1651)
- Gaspard van den Bosch † (1651 - 1667)
- Ladislas Jonnart † (1669 - 1674)
- Jacques-Théodore de Brias † (1675 - 1694)
- François de Salignac de La Mothe-Fénelon † (1695 - 1715)
  - Jean d'Estrées † (1716 - 1718) (arcebispo eleito)
- Joseph-Emmanuel de la Trémoille † (1718 - 1720)
- Guillaume Dubois † (1720 - 1723)
- Charles de Saint-Albin † (1723 - 1764)
- Léopold-Charles de Choiseul-Stainvill † (1764 - 1774)
- Henri-Marie-Bernardin de Ceilhes de Rosset de Rocozel de Fleury † (1775 - 1781)
- Ferdinand-Maximilien-Mériadec de Rohan-Guémené † (1781 - 1801)
- Louis de Belmas † (1802 - 1841)
- Pierre Giraud † (1842 - 1850)
- René-François Régnier † (1850 - 1881)
- Alfred Duquesnay † (1881 - 1884)
- François-Edouard Hasley † (1885 - 1888)
- Odon Thibaudier † (1889 - 1892)
- Etienne-Marie-Alphonse Sonnois † (1893 - 1913)
- François-Marie-Joseph Delamaire † (1913- 1913)
- Jean-Arthur Chollet † (1913 - 1952)
- Emile Maurice Guerry † (1952 - 1966)
- Henri-Martin-Félix Jenny † (1966 - 1980)
- Jacques Louis Léon Delaporte † (1980 - 1999)
- François Charles Garnier † (2000 - 2018)
- Vincent Dollmann (desde 2018)